# Jean Lasne
 (février 2022).
Si vous disposez d'ouvrages ou d'articles de référence ou si vous connaissez des sites web de qualité traitant du thème abordé ici, merci de compléter l'article en donnant les références utiles à sa vérifiabilité et en les liant à la section « Notes et références ».
Jean Lasne, né le 7 octobre 1911 à Bolbec (Seine-Inférieure), disparu sur le front près d'Inor (Meuse) le 16 mai 1940, est un peintre français travaillant à Paris. 
Son atelier se situait Cité Falguière puis rue Huyghens à Montparnasse. Il y a côtoyé ses amis Francis Gruber, Mario Prassinos, Edouard Pignon, André Marchand, Jean Bazaine. Il a participé à la création du groupe Forces Nouvelles en 1935 avec Georges Rohner, Robert Humblot, Pierre Tal Coat, Henri Jannot, Alfred Pellan, Henri Héraut.
En 1936, un jury présidé par Henri Matisse lui décerne le Prix de Rome en Liberté.
Son œuvre est rare. L'essentiel de ses peintures est conservé dans les Musées français.

## Biographie

### 1911-1930: L'enfance, les études
Jean Lasne naît à Bolbec (Seine-Inférieure) le 7 octobre 1911. Son père, Désiré Lasne, est imprimeur et propriétaire du journal Le progrès de Bolbec. La famille compte sept enfants dont l'aîné, René, professeur au Havre, fait paraître une Anthologie de la Poésie latine (Stock, 1947) et se consacre également à la peinture sous le nom de René Gouast, du nom de sa mère. C'est par lui que Jean Lasne entre en contact avec des peintres normands dont Paul-Élie Gernez. En 1928, à dix sept ans, Jean Lasne présente des toiles dans sa première exposition se tenant dans une librairie de Rouen. En 1929, il obtient le premier prix au Concours Général de dessin.

### 1930-1935: Débuts à Paris. Atelier de la Cité Falguière
Jean Lasne arrive à Paris en 1930 et entre dans l'atelier du peintre Lucien Simon. Ses camarades sont Georges Rohner, Robert Humblot, Henri Jannot, Lucien Fontanarosa, Jacques Despierre et Colette Beleys qui deviendra sa femme. Pour gagner sa vie il est maître d'internat au Lycée Jean-Baptiste-Say dans le XVIe arrondissement de Paris puis à l'École départementale de Vitry-sur-Seine.
En août 1933, il accompagne Colette Beleys dans le sud de la France. Ce voyage les conduit sur la Côte d'Azur à Cagnes où ils visitent la maison de Auguste Renoir, à Aix-en-Provence sur les pas de Cézanne et à Cassis où ils se fiancent. À partir de 1934, il s'installe avec Colette Beleys dans un atelier de la Cité Falguière et effectue son service militaire à Orly. Jean Lasne expose à la Galerie Carmine rue de Seine à Paris.

### 1935-1940: L'atelier de la rue Huyghens à Paris
En avril 1935, Jean Lasne participe à la première exposition du groupe Forces Nouvelles à la Galerie Billiet-Vorms. Pierre Vorms fait circuler les toiles qui sont présentés en Tunisie, Hollande, Belgique, Angleterre, Australie. 
En décembre 1935, Jean Lasne épouse Colette Beleys. Ils s'installent au début de 1936, dans un atelier de la rue Huyghens (Paris, XIVe arrondissement), qui leur avait été signalé par le marchand d'Art africain Pierre Vérité. 
En 1936, Jean Lasne est lauréat du Prix de Rome en Liberté : il réunit cinquante huit jeunes peintres de moins de trente ans. Henri Matisse, président du jury, lui remet son prix. Il exposition à la Galerie Charpentier et voyage en Italie, découvre les primitifs de Sienne et Piero della Francesca. 
La Galerie Billiet-Vorms lui consacre une exposition particulière. Grâce au critique Raymond Cogniat, il aborde le décor de théâtre et crée des décors et des costumes pour La véridique histoire du Docteur de Maurice Thiriet au Théâtre des Champs-Élysées et pour Atlas Hôtel d'Armand Salacrou chez Dullin au Théâtre de L'Atelier. 
En 1937, il peint des toiles inspirées par les massacres de la guerre d'Espagne. Il participe à de nombreuses expositions notamment à la Galerie Dufresne en 1938 et se rapproche de Francis Gruber, Jean Bazaine, Alfred Mannessier, André Marchand, Charles Lapicque. Il réalise une quinzaine de sculptures. 
En 1939, Georges Huisman, Directeur Général des Beaux-Arts, lui commande la décoration de la piscine du Havre.
Le projet est interrompu par la déclaration de guerre en septembre 1939. Jean Lasne est mobilisé. Il est porté disparu le 16 mai 1940, lors de la percée de la Meuse dans la région de Sedan, à Inor. Il avait 28 ans.

## Collections publiques conservant des œuvres de Jean Lasne

### Musée des Beaux-Arts de Rouen
Musée des Beaux-Arts de Rouen
- Portrait de Colette[6], entré en 1992
- Le fauteuil rouge[7], entré en 1983
- Les jeunes gens conversant[8], entré en 1983
- Nus mythologiques[9], entré en 1983
- Amphitrite[10], entré en 1983
- Paysage aux nuages blancs[11], entré en 1994
- Paysage à la montagne rose[12], entré en 1994
- Nature morte rouge[13], entré en 1985
- Nature morte au livre[14], entré en 1987
- Nature Morte au vase blanc et aux roses[15], entré en 1992
- Nature morte au vase blanc et aux roses[16], entré en 1992
- L'usine[17], entré en 1992
- Les boucles de la Seine à Vernon[18], entré en 1992
- Le cadavre, entré en 1992
- Le cri. Tête[19], entré en 1992

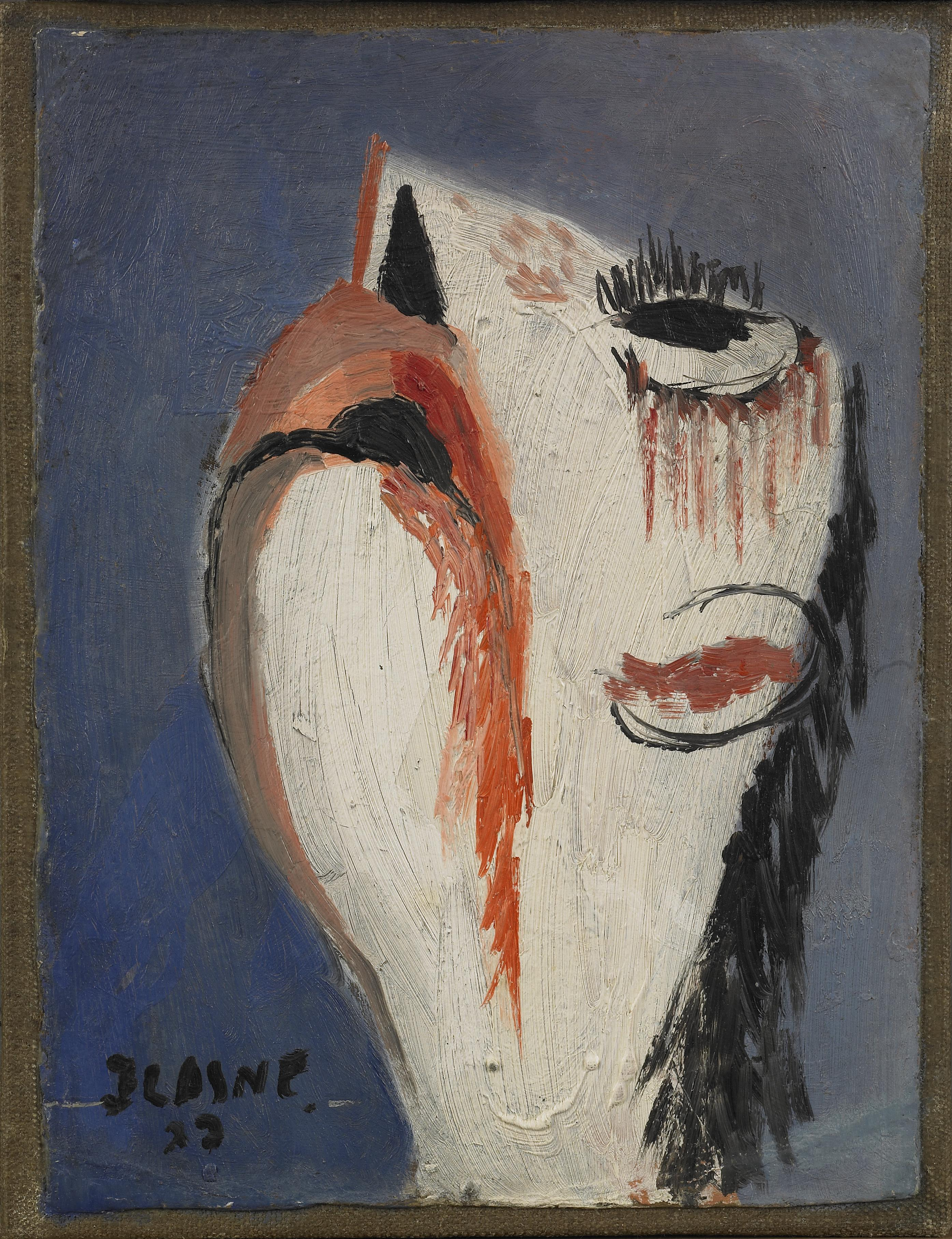
Le cri.

- Personnages à la draperie, entré en 1992
- Le lit à la couverture rouge[20], entré en 1992
- La mère et l'enfant[21], entré en 1992
- Autoportrait au dé à jouer[22], entré en 1992
- Jean le Bleu ou Petit autoportrait[23]
- Colette, portrait, entré en 1992
- Le flûtiste au guéridon gris[24], entré en 1992
- Portrait du docteur Chadourne[25], entré en 1995
- Le docteur Chadourne, gouache, entré en 1985
- Série de dessins de Guerre, ensemble de 64 dessins, gouaches, aquarelles entrés en 1983.

### Paris, Musée national d'Art moderne
Musée national d'Art moderne
- La mappemonde ou Le cube rouge[26]
- Les cartons à chapeau[27]
- Le guéridon ou Nature morte[28].

### Aix-en-Provence, Musée Granet
Musée Granet
- Le lit-nef, entré en 1986
- Portrait au guéridon vert, entré en 1985
- Les poupées, ensemble de deux dessins, entré en 1987.

### Autun, Musée Rolin
Musée Rolin
- Le massacre[29], entré en 1992.

### Bolbec, Mairie
Bolbec
- Rue de Bolbec[30].

### Musée de Grenoble
Musée de Grenoble
- Hommage à Piero della Francesca[31], entré en 1938.

### Le Havre, Musée d'art moderne André-Malraux
Musée d'art moderne André-Malraux
- Les deux nus à la couverture rouge, entré en 1986
- Nature morte à la boite de gouaches, entré en 1960
- L'embarquement pour Cythère, entré en 1960
- Nus mythologiques, gouache, entré en 1986.

### Musée des Beaux-Arts d'Orléans
Musée des Beaux-Arts d'Orléans
- Le cadavre ou L'inondation
- Le flûtiste
- Le calot bleu
- Le flûtiste, gouache, entré en 1981.

### Paris, Bibliothèque nationale de France
- Vingt-cinq dessins, maquettes de décors et costumes de théâtre[32], entré en 1984.

### Musée d'art moderne de la ville de Paris
Musée d'art moderne de la ville de Paris
- Les cavaliers – Hommage au Gréco, entré en 1980
- Paysage italien avec nature morte.

### Paris, Musée d'histoire contemporaine
Musée d'histoire contemporaine
- Mère et enfant, entré en 1985
- Personnages sanglants, entré en 1985
- Éclatement, entré en 1985.

### Musée des Beaux-Arts de Quimper
Musée des Beaux-Arts de Quimper
- Les trois personnages, entré en 1987
- Portrait de Tal Coat, entré en 1986.

### Roubaix, La Piscine (musée)
La Piscine (musée)
- Mère et enfant, entré en 2010
- Mère et enfant (étude), entré en 2010.

### Musée d'Art moderne de Troyes
- La vie est belle ou La charrue, entré en 1986
- Deux personnages conversant à la couverture rouge, entré en 1986.

## Expositions
- 1928 : Première exposition dans une librairie de Rouen
- 1934 : Galerie Carmine, Paris
- 1935 : Forces Nouvelles, Galerie Billiet-Vorms, Paris
- 1936 : Forces Nouvelles, Galerie Billiet-Vorms, Paris
- 1938 : Galerie Billiet-Vorms, Paris
- 1939 : Dessins de guerre, Galerie Dufresne, Paris
- 1941 : XX jeunes peintres de tradition française, Galerie Braun, Paris
- 1980 : Forces Nouvelles 1935-39[33], Musée d'Art Moderne de la Ville de Paris
- 1980 : Musée des Beaux-Arts, Orléans
- 1980 : Musée d'Art Moderne, Strasbourg
- 1981 : Musée des Beaux-Arts, Rouen
- 1985 : Musée Granet, Aix-en-Provence
- 1986 : Musée d'Art Moderne, Troyes
- 1986 : Musée des Beaux-Arts, Le Havre
- 1986 : Musée des Beaux-Arts, Quimper
- 1987 : Musée Toulouse-Lautrec, Albi
- 1988 : Musée Rolin, Autun
- 1991 : Musée des Beaux-Arts, Tourcoing
- 1991 : Musée Ingres-Bourdelle|Musée Ingres, Montauban
- 1991 : Musée des Beaux-Arts, Besançon
- 1992 : Musée des Beaux-Arts, Orléans
- 1992 : Musée Rolin, Autun
- 1994 : Siège de l'UNESCO, Paris
- 2003 : Galerie De Bayser, Paris -[34]
- 2010 : Galerie Thierry Mercier, Paris
- 2010 : Conseil Général de la Meuse, Bar-le-Duc[35]
- 2014 : Galerie Thierry Mercier, Paris.